# Сипре, Морган
Морган Сипре (фр. Morgan Ciprès; род. 24 апреля 1991, Мелён) — французский фигурист, выступавший в парном катании. С Ванессой Джеймс он — чемпион Европы (2019), бронзовый призёр чемпионата мира (2018), победитель финала Гран-при (2018) и шестикратный чемпион Франции (2013—2017, 2019).

## Карьера

### Одиночное катание
Морган Сипре родился в городе Мелён в 1991 году. С юных лет начал заниматься фигурным катанием и стал достигать определённых положительных результатов в мужском одиночном катании. В 2010 году он представлял Францию на юниорском чемпионате мира. В этом же году прекратила существование французская пара Ванесса Джеймс / Янник Бонер; Ванесса пыталась найти себе партнёра.

### Парное катание
В сентябре 2010 года Сипре объединился с Ванессой Джеймс. Они не появлялись на соревнованиях в первом сезоне, так как Морган изучал парные элементы.  Восемь лет спустя Джеймс вспомнила начало их партнерства: «Я помню наш 3-дневный пробный период, и это было так весело. Он очень нервничал и говорил «Боже мой, Боже мой» каждый раз, когда он меня бросал. Я знала, что мы собираемся быть хорошими друзьями». 

### 2011/2012
Джеймс и Сипре дебютировали в конце сентября 2011 года, заняв пятое место на Ondrej Nepela Memorial в 2011 году. Далее пара выступала на международном кубке Ниццы, где также финишировала пятой. В ноябре Ванесса и Морган дебютировали на домашнем этапе Гран-при, финишировав последними. На национальном чемпионате они заняли первое место в короткой программе и второе в произвольной программе, что позволило им стать вице-чемпионами страны, уступив 8,92 балла Дарье Поповой и Бруно Массо.
На чемпионате Европы они заняли шестое место, опередив своих соотечественников почти на 12 баллов. Они получили единственное место Франции на домашнем чемпионате мира. В Ницце они попали в произвольную программу и финишировали шестнадцатыми в общем зачёте.

### 2012/2013
Джеймс / Сипре выиграли бронзовую медаль на Nebelhorn Trophy - это была их первая совместная международная медаль. Затем пара приняла участие в двух этапах гран-при: Skate America 2012, где они заняли четвертое место, и Trophée Eric Bompard 2012, где они стали шестыми. Ванесса и Морган выиграли еще одну международную медаль на NRW Trophy 2012 года, а в декабре впервые стали чемпионами своей страны.
В январе французская пара заняла четвертое место на чемпионате Европы 2013, который прошёл в Загребе. На чемпионате мира ребята впервые в карьере вошли в топ-10, став восьмыми. Благодаря их результату в Канаде Франция могла выставить две пары на Олимпийских играх 2014.

### 2013/2014: олимпийский сезон
Джеймс и Сипре, как и год назад, были назначены на этапы Гран-при в США и во Франции. Однако из-за травмы Моргана паре пришлось сняться с американского этапа. Он перенес операцию после травмы запястья и должен был избегать поддержек в течение некоторого времени. До домашнего этапа он смог восстановиться и пара заняла пятое место. Затем они успешно защитили свой национальный титул.
На чемпионате Европы 2014 Джеймс / Сипре установил личные рекорды в обеих программах и заняли пятое место. Они вошли в заявку французской сборной на Олимпийские игры в Сочи. На Олимпийских играх пара выступила в командном турнире, исполнив короткую программу. Джеймс и Сипре заняли седьмое место, а сборная Франции не попала в произвольную программу. В личном турнире французские фигуристы замкнули десятку лучших. На чемпионате мира они, как и на Олимпиаде, заняли десятое место.

### 2014/2015
Ванесса и Морган заняли четвертое место на Nebelhorn Trophy и пятое на обоих этапах Гран-при: Skate Canada и Trophée Éric Bompard. В декабре пара в третий раз стала чемпионом Франции. Затем они заняли пятое место на чемпионате Европы, который прошёл в Стокгольме. В феврале 2015 года Джеймс и Сипре стали бронзовыми призёрами Универсиады. На чемпионате мира пара заняла девятое место.

### 2015/2016
Новый сезон пара открыла в Германии на турнире Небельхорн, где оказались с бронзовыми наградами. Далее пара выступала на этапе Гран-при Trophée Bompard, однако, после коротких программ, соревнования были отменены из соображений безопасности (в столице Франции произошла серия терактов). Не совсем удачно фигуристы выступили на заключительном этапе Гран-при в Нагано, где оказались на шестом месте. На европейское первенство в Братиславу фигуристы выступили значительно лучше прошлого чемпионата, повторили своё прежние европейское место и улучшили свои достижения не только в сумме, но и произвольной программе. В середине марта спортсмены приняли тренировочное участие в Кубке Тироля в Инсбруке, где заняли второе место. В начале апреля в Бостоне на мировом чемпионате французская пара сумела пробиться в десятку лучших мировых пар и улучшила свои прежние достижения в короткой программе.

### 2016/2017
Новый предолимпийский сезон французская пара начала в Монреале на турнире Autumn Classic International, где они в сложной борьбе заняли второе место и превзошли все свои прежние спортивные достижения. В середине октября французские фигуристы выступали на этапе Гран-при в Чикаго, где на Кубке Америки заняли место в середине турнирной таблицы, при этом незначительно были улучшены достижения в короткой программе.. В середине ноября фигуристы выступили на домашнем этапе Гран-при в Париже, где на турнире Trophée de France они финишировали на третьем месте, при этом они превзошли свои прежние достижения в короткой программе. В середине декабря фигуристы приняли участие в чемпионате Франции в Кане, где пара уверенно, в очередной раз, финишировала с золотом. В конце января они выступали на европейском чемпионате в Остраве, где впервые сумели выиграть бронзовую медаль и при этом улучшили все свои прежние достижения. В конце марта французские парники появились на мировом чемпионате в Хельсинки, где замкнули восьмёрку лучших пар в мире. При этом они в сложной борьбе завоевать две путёвки для своей страны на Олимпийские игры. Через три недели после этого пара была отправлена на командный чемпионат мира, где они выступили очень прекрасно, и принесли своей команде максимальное количество баллов. При этом были улучшены все их прежние спортивные достижения.

### 2017/2018: второй олимпийский сезон
Новый олимпийский сезон французские парники начали в Монреале, где на турнире Autumn Classic International они выступили уверенно, и финишировали на первом месте. Через месяц пара выступала в серии Гран-при на канадском этапе, где они финишировали с бронзовыми медалями. В середине ноября пара выступила на домашнем этапе Гран-при, где они выиграли серебряные медали. За несколько дней до национального чемпионата Ванесса получила травму и пара пропустила чемпионат. В Москве на континентальном чемпионате в середине января пара приняла участие. Они лидировали после короткой программы однако провалили произвольную программу и финишировали рядом с пьедесталом. В начале февраля ещё до открытия Олимпийских игр в Южной Корее пара начала соревнования в командном турнире. Французская пара в Канныне особенно не выкладывалась и финишировала в середине таблице. В середине февраля 2018 года начались соревнования и в индивидуальном турнире, пара финишировала на пятом месте. Спортсмены улучшили все свои прежние спортивные достижения. На чемпионате мира в Милане пара впервые в карьере поднялась на мировой подиум, выиграв бронзовые медали.

### 2018/2019: первые большие победы
Новый сезон пара начала на турнире серии «Челленджер» Autumn Classic International, одержав уверенную победу. На этапе Гран-при в Канаде французские фигуристы впервые в карьере стали победителями этапа коммерческой серии. Через месяц пара выиграла второй этап Гран-при, который проходил дома в Гренобле. Эти результаты позволили Ванессе и Моргану впервые в карьере выйти в финал Гран-при. 
В финале после короткой программе фигуристы шли на четвёртом месте, допустив пару ошибок. Но в произвольной программе ребята собрались и выдали шикарный прокат, выполнив все свои элементы на плюсы. По итогам турнира Ванесса Джеймс и Морган Сипре впервые стали победителями финала Гран-при. В декабре пара в шестой раз победила на национальном чемпионате. 
В конце январе в Минске стартовал чемпионат Европы, на котором французская пара была главным фаворитом. И в короткой программе они оправдали это звание, став первыми, установив новый personal best и опережая ближайших преследователей на 2,65 балла. В произвольной программе Ванесса и Морган не упустили своё лидерство, выполнив, как и в финале, все заявленные элементы на плюсы. Джеймс и Сипре впервые стали чемпионами Европы, французским парам 87 лет не покорялось подобное достижение.

## Программы
(с В. Джеймс)
| Сезон     | Короткая программа | Произвольная программа | Показательные                                         |
| --------- | --- | --- | ----------------------------------------------------- |
| 2018–2019 | Uninvited Аланис Мориссетт хореография Гийома Сизерона                                                                        | Wicked Game хореография Чарли Уайта                                                                                                 | The Way You Make Me Feel Black or White Майкл Джексон |
| 2017–2018 | Make It Rain Эд Ширан аранжировка Максима Родригеса                                                                           | The Sound of Silence Disturbed, Максим Родригес Say Something A Great Big World и Кристина Агилера Sense of Freedom Максим Родригес | The Way You Make Me Feel Black or White Майкл Джексон |
| 2016–17   | Earned It (саундтрек к к/ф «Пятьдесят оттенков серого») The Weeknd, Maxime Rodriguez                                          | The Sound of Silence Disturbed, Максим Родригес                                                                                     | Belle ( Notre-Dame de Paris) Рикардо Коччианте        |
| 2015–16   | I Put a Spell on You Joss Stone                                                                                               | Romeo + Juliet Craig Armstrong Romeo & Juliet Abel Korzeniowski Romeo + Juliet Craig Armstrong                                      | Scared of Lonely Beyoncé                              |
| 2014–15   | El Tango de Roxanne (из к/ф «Moulin Rouge!») Ewan McGregor, José Feliciano, Jacek Koman La cumparsita Gerardo Matos Rodríguez | Саундтрек к к/ф «Ангелы и демоны» Hans Zimmer Heaven and Hell Vangelis Requiem for a Dream Clint Mansell                            | Scared of Lonely Beyoncé                              |
| 2013–14   | Minnie the Moocher Cab Calloway Jumpin' Jack Big Bad Voodoo Daddy                                                             | Саундтрек к к/ф «Ангелы и демоны» Hans Zimmer Heaven and Hell Vangelis Requiem for a Dream Clint Mansell                            |                                                       |
| 2012–13   | Rhumba d’Amour Safri Duo | Саундтрек к к/ф «Пёрл-Харбор» Hans Zimmer                                                                                           | There You’ll Be Faith Hill                            |
| 2011–12   | El Tango de Roxanne (из к/ф «Moulin Rouge!»)                                                                                  | Nostalgia Yanni |                                                       |

одиночное катание
| Сезон   | Короткая программа                                         | Произвольная программа                    |
| ------- | ---------------------------------------------------------- | ----------------------------------------- |
| 2009-10 | Hana’s Eyes Maksim Mrvica                                  | Саундтрек к к/ф «Александр» Vangelis      |
| 2005-06 | Саундтрек к к/ф «Последнее искушение Христа» Peter Gabriel | Саундтрек к к/ф «Пёрл-Харбор» Hans Zimmer |

## Результаты
(В парном катании)
| Соревнования                        | 11/12         | 12/13         | 13/14         | 14/15         | 15/16         | 16/17         | 17/18         | 18/19         |
| Международные                       | Международные | Международные | Международные | Международные | Международные | Международные | Международные | Международные |
| ----------------------------------- | ------------- | ------------- | ------------- | ------------- | ------------- | ------------- | ------------- | ------------- |
| Олимпийские игры — парное катание   |               |               | 10            |               |               |               | 5             |               |
| Олимпийские игры — командный турнир |               |               | 6             |               |               |               | 10            |               |
| Чемпионат мира                      | 15            | 8             | 10            | 9             | 10            | 8             | 3             | 5             |
| Командный чемпионат мира            |               | 6             |               | 6             |               | 6             |               | 4             |
| Чемпионат Европы                    | 6             | 4             | 5             | 5             | 4             | 3             | 4             | 1             |
| Финал Гран-при                      |               |               |               |               |               |               |               | 1             |
| Гран-при. Trophée Eric Bompard      | 8             | 6             | 5             | 5             | 2             | 3             | 2             | 1             |
| Гран-при. Skate Canada              |               |               |               | 5             |               |               | 3             | 1             |
| Гран-при. NHK Trophy                |               |               |               |               | 6             |               |               |               |
| Гран-при. Skate America             |               | 4             |               |               |               | 4             |               |               |
| Челленджер. Autumn Classic          |               |               |               |               |               | 2             | 1             | 1             |
| Челленджер. Nebelhorn Trophy        |               |               |               | 4             | 3             |               |               |               |
| Сup of Tyrol                        |               |               |               |               | 2             |               |               |               |
| Универсиада                         |               |               |               | 3             |               |               |               |               |
| Denkova-Staviski Cup                |               |               | 1             |               |               |               |               |               |
| Challenge Cup                       |               | 1             |               |               |               |               |               |               |
| NRW Trophy                          |               | 3             |               |               |               |               |               |               |
| Nebelhorn Trophy                    |               | 3             |               |               |               |               |               |               |
| Международный кубок Ниццы           | 5             |               |               |               |               |               |               |               |
| Мемориал Ондрея Непелы              | 5             |               |               |               |               |               |               |               |
| Национальные                        |               |               |               |               |               |               |               |               |
| Чемпионат Франции                   | 2             | 1             | 1             | 1             | 1             | 1             |               | 1             |

(В одиночном катании)
| Соревнования                | 04/05                       | 05/06                       | 06/07                       | 07/08                       | 08/09                       | 09/10                       |
| Международные среди юниоров | Международные среди юниоров | Международные среди юниоров | Международные среди юниоров | Международные среди юниоров | Международные среди юниоров | Международные среди юниоров |
| --------------------------- | --------------------------- | --------------------------- | --------------------------- | --------------------------- | --------------------------- | --------------------------- |
| Чемпионат мира              |                             |                             |                             |                             |                             | 13                          |
| Гран-при. Германия          |                             |                             |                             |                             |                             | 11                          |
| Гран-при. Венгрия           |                             |                             |                             |                             |                             | 9                           |
| Гран-при. Великобритания    |                             |                             |                             |                             | 9                           |                             |
| Гран-при. Чехия             |                             |                             | 17                          |                             | 11                          |                             |
| Гран-при. Нидерланды        |                             |                             | 18                          |                             |                             |                             |
| Гран-при. Эстония           |                             | 13                          |                             |                             |                             |                             |
| Гран-при. Украина           | 20                          |                             |                             |                             |                             |                             |
| Национальные                |                             |                             |                             |                             |                             |                             |
| Чемпионат Франции           |                             |                             | 11                          |                             | 7                           | 4                           |